# Kuta Lesung
Kuta Lesung is een bestuurslaag in het regentschap Aceh Tenggara van de provincie Atjeh, Indonesië. Kuta Lesung telt 297 inwoners (volkstelling 2010).